# Povidla
Povidla jsou potravina kašovité konzistence, vyráběná v Čechách, na Moravě, v Haliči (Polsku), na Slovensku a v Rakousku ze sladkého ovoce, nejčastěji ze švestek či hrušek.

## Výroba
Na rozdíl od marmelád a džemů se povidla tradičně vyrábějí bez přídavku cukru vařením ovoce až do zahuštění nebo vypékáním na pekáči. Původně se pro výrobu povidel používalo ovoce sušené. V některých oblastech se do švestkových povidel při vaření přidávaly zelené vlašské ořechy včetně slupek.
Ovoce k výrobě povidel by mělo být zcela dozrálé, případně též už přešlé prvními nočními mrazíky, aby byl vyšší přirozený obsah cukrů.

## Užití
Povidla se používají jednak přímo jako sladká pomazánka na chleba či jiné pečivo, jednak jako sladká náplň do pečiva (buchet, koláčů, šátečků aj.) a dalších pokrmů (např. kynutých knedlíků). Jejich užívání bylo hojnější v minulosti, kdy trvanlivá povidla představovala jeden z mála způsobů, jak dlouhodobě uchovávat ovoce.

## Původ slova
Slovo povidla nebo povidlí je v češtině doloženo od 14. století (Klaretův slovník) a vyskytuje se i v polštině (powidła) a v ukrajinštině (povydlo). Ze slovanských jazyků je převzala rakouská němčina (Powidl). Podle Machkova etymologického slovníku patrně souvisí se staroindickým pavitra, čistý, a původně znamenalo vyčištěnou případně cezenou šťávu; Rejzek však slovo odvozuje od slovesa vít, povidla jsou tedy něco, co vzniklo vitím, mícháním vařené ovocné šťávy.